# Терветський край
Терве́тський край (латис. Tērvetes novads) — адміністративно-територіальна одиниця Латвійської Республіки. Розташований у південній частині країни, в історичному регіоні Семигалія. Адміністративний центр — Зелмені. Створений 2009 року. Площа — 223,81 км². Населення — 3687 осіб (2011). До складу краю входять 3 волості.

## Населення
Національний склад краю за результатами перепису населення Латвії 2011 року.
| Національність | К-сть | %        |
| -------------- | ----- | -------- |
| Латиші         | 2966  | 80,44 %  |
| Росіяни        | 233   | 6,32 %   |
| Білоруси       | 159   | 4,31 %   |
| Українці       | 20    | 0,54 %   |
| Поляки         | 30    | 0,81 %   |
| Литовці        | 261   | 7,08 %   |
| Інші           | 18    | 0,49 %   |
| Загалом        | 3687  | 100,00 % |